# Blohm & Voss BV 155
Blohm & Voss BV 155 là một loại máy bay tiêm kích đánh chặn tầng cao của Đức Quốc xã, nó được trang bị cho Luftwaffe nhằm tiêu diệt các máy bay ném bom B-29 Superfortress của Hoa Kỳ.

## Tính năng kỹ chiến thuật (BV 155B)
Dữ liệu lấy từ 
Đặc tính tổng quan
- Kíp lái: 1
- Chiều dài: 12 m (39 ft 4 in)
- Sải cánh: 20,5 m (67 ft 3 in)
- Chiều cao: 3 m (9 ft 10 in)
- Diện tích cánh: 39 m2 (420 foot vuông)
- Trọng lượng rỗng: 4.870 kg (10.737 lb)
- Trọng lượng có tải: 5.520 kg (12.170 lb) Proposal A

5,125 kg (11 lb) Proposal B
5,100 kg (11 lb) Proposal C
5,440 kg (12 lb) Proposal D
- Trọng lượng cất cánh tối đa: 6.020 kg (13.272 lb)
- Sức chứa nhiên liệu: 1,200 l (0 gal Anh)
- Động cơ: 1 × Daimler-Benz DB 603A , 1.200 kW (1.600 hp)  khi cất cánh

1,200 kW (2 hp) ở độ cao 10,000 m (33 ft)
1,081 kW (1 hp) ở độ cao 15,000 m (49 ft)
- Cánh quạt: 4-lá

Hiệu suất bay
- Vận tốc cực đại: 420 km/h (261 mph; 227 kn) trên mực nước biển

520 km/h (323 mph) ở độ cao 6,000 m (20 ft)
600 km/h (373 mph) ở độ cao 10,000 m (33 ft)
650 km/h (404 mph) ở độ cao 12,000 m (39 ft)
690 km/h (429 mph) ở độ cao 16,000 m (52 ft)
- Tầm bay: 460 km (286 mi; 248 nmi)
- Trần bay: 16.950 m (55.610 ft)
- Vận tốc lên cao: 11,5 m/s (2.260 ft/min) ban đầu

3,92 m/s (13 ft/s) ở độ cao 16,000 m (52 ft)
- Thời gian lên độ cao: 16,000 m (52 ft) trong 29 phút

Vũ khí trang bị

- Súng:

Proposal A
- 1 × pháo MK 108 30 mm (1,181 in)
- 2 × 20 mm pháo MG 151/20

Proposal B
- 1 × pháo MK 103 30 mm (1,181 in)
- 2 × pháo MG 151 15 mm (0,591 in)

Proposal C
- 3 × pháo MK 108 30 mm (1,181 in)

Proposal D
- 3 × pháo MK 103 30 mm (1,181 in)

### Máy bay có tính năng tương đương
- Nakajima Ki-87